# Janine Lindemulder
Janine Lindemulder, née le 14 novembre 1968 à La Mirada (Californie), est une actrice pornographique américaine.

## Biographie
Janine se marie en 1988 et a un fils Tyler en 1991. Elle cherche à tourner dans des films grand public. Elle obtient son premier rôle en 1988 avec Bersaglio sull'autostrada, un film italien, dans lequel elle apparaît sous le nom de Janine Linde. Elle joue ensuite dans Lauderdale (1989) et The Price of Desire (1997). Mais son physique la cantonne aux rôles de « bimbo blonde ». Les films sont des échecs commerciaux et la prestation de Janine est jugée fade. Sa carrière dans les films traditionnels s'arrête là.
Janine se produit alors dans des spectacles de striptease. En 1987, elle commence à poser pour Penthouse. Elle fut désignée Pet of the month en décembre de la même année. Sur les dix années qui suivent, elle apparaît sept autres fois dans ce même magazine.
Janine se lance dans le cinéma pour adulte en 1989 avec Caged Fury, un film mi-érotique, mi-pornographique avec Erik Estrada. Elle joue dans quelques autres films en 1990, uniquement avec des partenaires masculins. C'est à ce moment que son fils est conçu, lors d'une relation non protégée (selon la légende, mais ce fait n'est absolument pas vérifié). Janine refuse alors de travailler avec des hommes.
Elle tourne son véritable premier film pornographique en 1992 : Hidden Obsessions d'Andrew Blake. Elle devient une actrice de premier plan en ne tournant que des scènes lesbiennes, un principe entre elle et son mari. Elle tourne ainsi plusieurs centaines de scènes avec des femmes uniquement et devient la figure de proue du sexe entre femmes. Plusieurs fan clubs se forment alors.
Puis elle parcourt les États-Unis en effectuant un spectacle de strip-tease intitulé Blondage avec Julia Ann à ses côtés. Les deux femmes se produisent dans différents clubs de strip-tease et tournent plusieurs films ensemble.
Janine apparaît ensuite dans le film Private Parts et dans plusieurs clips. Accompagnée de Howard Stern et de Nikki Tyler au Tonight Show, elle choque l'audimat en se prélassant dans les bras de Nikki et en l'embrassant.
Elle divorce en 1996 et arrête son activité d'actrice porno en 1999. Néanmoins elle reste dans ce milieu en devenant réalisatrice/productrice.
Janine fréquente ensuite le rocker Vince Neil. Une vidéo de leurs ébats amoureux (où ils sont accompagnés de l'actrice Brandy Ledford) lors de vacances à Hawaii est volée et se retrouve entre les mains d'une maison de production qui la met alors en vente.
Par ailleurs, elle apparaît en infirmière dans le clip What's My Age Again de Blink-182. C'est dans ce même costume qu'elle pose sur la pochette de leur album Enema of the State.
En octobre 2002, Janine se marie pour la seconde fois. Elle épouse Jesse G. James. Le mariage et la relation seront mis en scène dans l'émission de Jesse James Motor Mania 3 sur Discovery Chanel.
Janine, qui était enceinte de 3 mois, a été arrêtée en mai 2003 après avoir frappé Jesse James. Il a déposé plainte et obtiendra une ordonnance de restriction qui est toujours en cours. Janine s'est mise en colère quand elle est rentrée à la maison et a découvert que Jesse faisait ses affaires pour la quitter. Selon des documents judiciaires, Jesse a dit : « Elle a commencé à crier et à hurler sur moi […]. Elle m'a frappé au visage à plusieurs reprises. » Jesse a été incapable de se défendre parce que son bras droit venait de subir une intervention chirurgicale.
Selon les documents du tribunal, au moment où la police est arrivée, Janine avait déjà frappé Jesse à l'arrière de la tête avec un pot de fleurs et attaqué avec une sculpture en métal. Jesse a également affirmé que Janine avait tenté de lui rouler dessus avec un véhicule en mai 2003 et l'avait frappé à l'œil le 13 février 2003.
Jesse James a demandé le divorce de Janine Lindemulder en octobre 2003 après avoir été séparé depuis mai 2003.
Leur fille Sunny Lee James est née le 1er janvier 2004 à Los Angeles.
Le couple se partagera la garde de l'enfant jusqu'au mois de janvier 2009 où Jesse obtiendra la garde exclusive de Sunny, Janine devant aller en prison pour fraude fiscale. Quand elle sort de prison, elle demandera à avoir à nouveau la garde conjointe de sa fille, le juge refusa et ne lui accorda qu'un droit de visite limité au dimanche de 10 h à 16 h avec des restrictions.
Le 4 février 2010, le juge révoqua ce droit de visite et ne donnera à Janine que l'autorisation de téléphoner quotidiennement à Sunny.
Puis, de manière inattendue, Janine décide de revenir dans le monde du X, en tant qu'actrice/productrice. Elle signe un contrat avec Vivid. En 2004, elle tourne sa première scène hétérosexuelle dans Maneater. Désormais, elle ne tourne plus qu'avec des hommes. Ceci provoque un important tollé auprès de ses anciens fans qui se sentent trahis par ce contre-pied.
Après avoir rempli son contrat de huit films avec Vivid, Janine signa un nouveau contrat avec le studio Digital Playground en mars 2005.
Elle s'est également fait faire des modifications corporelles entre 2004 et 2008 : elle a désormais des piercings aux mamelons et au clitoris.
Janine a aussi plusieurs tatouages. Elle a tout le bras droit tatoué de l'épaule au poignet, ainsi que son bras gauche, la nuque, les omoplates et l'ensemble du dos. Récemment elle s'est aussi fait tatouer sous le nombril, dans le cou et sur la poitrine. Elle a un tatouage sur le côté de chaque mollet et un tatouage à une cheville.
En novembre 2005, elle annonce sur le forum de son site qu'elle se retire de nouveau du X. Cependant, en janvier 2006 après avoir gagné deux AVN Awards pour son rôle dans Pirates, elle décide finalement de continuer. Elle tourne désormais des scènes lesbiennes la plupart du temps mais aussi occasionnellement des scènes avec des hommes.
Elle tourne également une scène hétérosexuelle chez Brazzers en 2009.
Elle est aujourd'hui une des figures de la pornographie, tout comme Ron Jeremy, Peter North ou encore sa « disciple » : Jenna Jameson.
Elle fait partie de l'AVN Hall of Fame et du XRCO Hall of Fame.

## Citations
- "I adore women."

Ce qui peut se traduire par :
"J'adore les femmes."

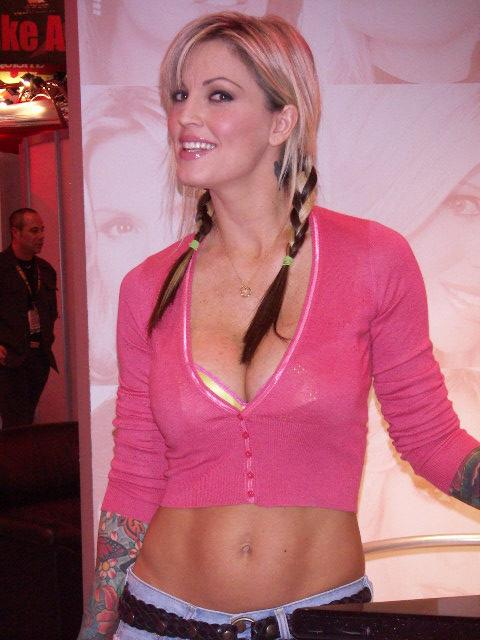
Janine en 2005

- " I got into adult movies because I was a tad bit curious and it had always been something I have fantasized about and this was perfect outlet for me to enjoy numerous women of all shapes and sizes."

Ce qui peut se traduire par :
"Je suis entrée dans le X car j'étais un peu curieuse et c'est quelque chose sur laquelle j'ai toujours fantasmé et c'était le meilleur moyen pour moi de prendre mon pied avec de nombreuses femmes, de tous types et mensurations."
- "I am very bisexual; I have been bisexual since my early teens. I was very curious."

Ce qui peut se traduire par :
"Je suis vraiment bisexuelle ; je suis bisexuelle depuis le début de mon adolescence. J'étais très curieuse."
- "With a man and a woman, being pleasured by both at the same time can make 6 orgasm happen."

Ce qui peut se traduire par :
"Prendre mon pied avec un homme et une femme à la fois peut me donner six orgasmes."
- "I'm not opposed to it. It works for me and makes me cum harder than anything else, but I am a little nervous. I have only done it in my private life. I think it that it is just a matter of time until I take that step."

Ce qui peut se traduire par :
"Je n'y suis pas opposée [aux scènes anales]. Ça marche pour moi et ça me fait jouir plus que n'importe quelle autre chose mais je suis un petit peu nerveuse. Je l'ai seulement fait dans ma vie privée. Je pense que ce n'est qu'une question de temps avant que je ne franchisse cette étape."

## Filmographie sélective
Janine est apparue dans une centaine de films, dont :
Filmographie non-pornographique
- 1989 : Lauderdale : Heather Lipton
- 1993 : Blonde Justice : Dominique
- 1995 : Talking Blue (série télévisée)
- 1996 : Stripsearch (série télévisée) : la danseuse
- 1998 : The End
- 1999 : The Speedway : Jo Carter
- 2000 : Thunderbox (série télévisée) : la manager
- 2006 : Emperor : Claudia Nunzio
- 2010 : Hot and Mean (série télévisée)

Filmographie pornographique
- 1992 : Hidden Obsessions
- 1993 : Parlor Games
- 1994 : Vagablonde
- 1995 : Where the Boys Aren't 6
- 1995 : Where the Boys Aren't 7
- 1997 : Where the Boys Aren't 8
- 1997 : Where the Boys Aren't 9
- 1997 : Where the Boys Aren't 10
- 1997 : Where the Boys Aren't 11
- 2000 : Where the Boys Aren't 12
- 2000 : Where the Boys Aren't 13
- 2001 : Vajenna
- 2002 : 3 Into Janine
- 2003 : And The Winner Is... Janine
- 2004 : Heeeeere's Janine
- 2005 : Pirates
- 2006 : What Happens In Janine Stays In Janine
- 2007 : Master of Perversion
- 2008 : Star 69: Strap Ons
- 2008 : Pirates 2 : La Vengeance de Stagnetti
- 2009 : Tattoo'd And Taboo'd
- 2010 : Debi Diamond: The Nasty Years
- 2011 : Lesbian Spotlight: Jessica Jaymes
- 2012 : Vivid's Award Winners: Best Actress 2
- 2013 : Sugar Mommas
- 2014 : BTS of Julia Ann @ Exxxotica

## Récompenses
- 2007 : AVN Award for Best Sex Scene Coupling (Film) – Emperor (avec Manuel Ferrara)
- 2006 : XRCO Hall of Fame
- 2006 : AVN Award de Best Actress (Pirates)
- 2006 : AVN Award de la meilleure scène entre femmes avec Jesse Jane pour le film Pirates
- 2003 : AVN Award de Best Interactive DVD (Virtual Sex with Janine)
- 2000 : AVN Award de la meilleure scène entre femmes avec Julia Ann pour le film Seven Deadly Sins[2]
- 2000 : AVN Award du meilleur second rôle féminin dans un film (Best Supporting Actress Film) pour Seven Deadly Sins[2]
- 1997 : AVN Award de Best Tease Performance (dans Extreme Close-Up)
- 1994 : XRCO Awards de la meilleure scène entre femmes avec Julia Ann pour le film Hidden Obsessions
- 1994 : AVN Award Meilleure scène de sexe entre femmes pour Hidden Obsessions (avec Julia Ann)